# 3,4-Methylenedioxyamphetamine
Không nên nhầm lẫn với malondialdehyd, một hóa chất khác cũng được viết tắt là MDA.
3,4-Methylenedioxyamphetamine (MDA), là một chất kích thích và chất thức thần thuộc họ amphetamine, chủ yếu được sử dụng như một loại thuốc giải trí. Về mặt dược lý, MDA đóng vai trò quan trọng nhất như là một chất giải phóng serotonin-norepinephrine-dopamine (SNDRA). Do tác dụng gây hưng phấn và ảo giác của nó, thuốc là một  dược chất có quy định kiểm soát nghiêm ngặt, việc sở hữu và mua bán trái phép chất này là bất hợp pháp ở hầu hết các quốc gia.
MDA hiếm khi được tìm kiếm như một loại thuốc giải trí so với các loại thuốc khác trong họ amphetamine; tuy nhiên, nó vẫn được sử dụng một cách phổ biến cho các mục đích sau: nó là một chất chuyển hóa chính, sản phẩm cho quá trình N-dealkylation  ở gan, và MDMA (thuốc lắc). Không có gì lạ khi thấy MDA được sử dụng để sản xuất MDMA bất hợp pháp.

## Công dụng

### Y khoa
MDA hiện không có ứng dụng nào trong y tế nào được chấp nhận.

### Giải trí
Mặc dù bất hợp pháp, MDA vẫn được mua, bán và sử dụng như một loại 'thuốc tình yêu' cho mục đích giải trí & tiêu khiển, do tác dụng tăng cường tâm trạng và sự đồng cảm của nó. Một liều MDA thường dùng cho mục đích giải trí thường là 100 đến 160 mg.

## Tác dụng phụ
MDA có thể tạo ra hiệu ứng độc thần kinh serotonergic ở các loài gặm nhấm, kích hoạt bởi sự chuyển hóa ban đầu của MDA. Ngoài ra, MDA kích hoạt phản ứng của neuroglia, tuy nhiên sẽ giảm dần sau khi dùng.

## Quá liều
Các triệu chứng nhiễm độc cấp tính có thể bao gồm kích động, đổ mồ hôi, tăng huyết áp và nhịp tim, tăng nhiệt độ cơ thể, co giật và tử vong. Có thể gây tử vong bởi các phản ứng về tim và xuất huyết trong não (đột quỵ).

## Dược lý

### Dược lực học
MDA là một chất nền của serotonin, norepinephrine, dopamine, và nang vận chuyển monoamine, cũng như chất chủ vận TAAR1. Vì vậy MDA hoạt động như một chất ức chế tái hấp thu và tác nhân giải phóng của serotonin, norepinephrine và dopamine (SNDRA). Nó cũng là chất chủ vận của serotonin 5-HT 2A, 5-HT 2B, và 5-HT 2C thụ thể  và cho thấy ái lực với các thụ thể adrenergic α2A-, α2B- và α2C- và thụ thể serotonin 5-HT1A và 5-HT 7.
Đồng phân quang học (S) - của MDA mạnh hơn đồng phân quang học (R) - trên vai trò chất kích thích tâm thần, sở hữu ái lực lớn hơn đối với ba chất vận chuyển monoamin.
Liên quan đến những tác động chủ quan và hành vi của MDA, người ta cho rằng việc giải phóng serotonin là cần thiết cho các hiệu ứng empathogen-entactogen của nó, đồng thời việc giải phóng dopamine và norepinephrine chịu trách nhiệm cho các hiệu ứng kích thích tâm thần. Việc giải phóng dopamine là cần thiết cho hiệu ứng hưng phấn (cảm giác phần thưởng và tính gây nghiện). Chất chủ vận của thụ thể serotonin 5-HT 2A là nguyên nhân gây ra các hiệu ứng ảo giác của nó. 

### Dược động học
Thời gian hiệu lực thuốc đã được ghi nhận là khoảng 6 đến 8 giờ.

## Hóa học
MDA là một thay thế cho methylenedioxylated phenethylamine và dẫn xuất amphetamine. Liên quan đến các phenethylamines và amphetamine khác, nó là dẫn xuất 3,4-methylenedioxy, dẫn xuất α-methyl của -phenylethylamine, dẫn xuất 3,4-methylenedioxy của amphetamine và dẫn xuất N-demethyl của MDMA.

### Đồng nghĩa
Ngoài 3,4-methylenedioxyamphetamine, MDA còn được biết đến bởi các từ đồng nghĩa hóa học khác như sau:
- α-Methyl-3,4-methylenedioxy—phenylethylamine
- 1- (3,4-Methylenedioxyphenyl) -2-propanamine
- 1- (1,3-Benzodioxol-5-yl) -2-propanamine

### Tổng hợp
MDA thường được tổng hợp từ các loại tinh dầu như safrole hoặc piperonal. Cách tiếp cận phổ biến từ các tiền chất này bao gồm:
- Phản ứng của nhóm chức anken của safrole với một axit khoáng chứa halogen sau đó là phản ứng kiềm hóa amin.[16][17]
- Quá trình oxy hóa Wacker của safrole để tạo ra 3,4-methylenedioxyphenylpropan-2-one (MDP2P) sau đó là quá trình khử ion hóa [17][18] hoặc thông qua việc khử oxime của nó.[19]
- Phản ứng Henry của piperonal với nitroethane sau đó là khử hợp chất nitro.[17][20][21][22][23]

## Xã hội và văn hoá

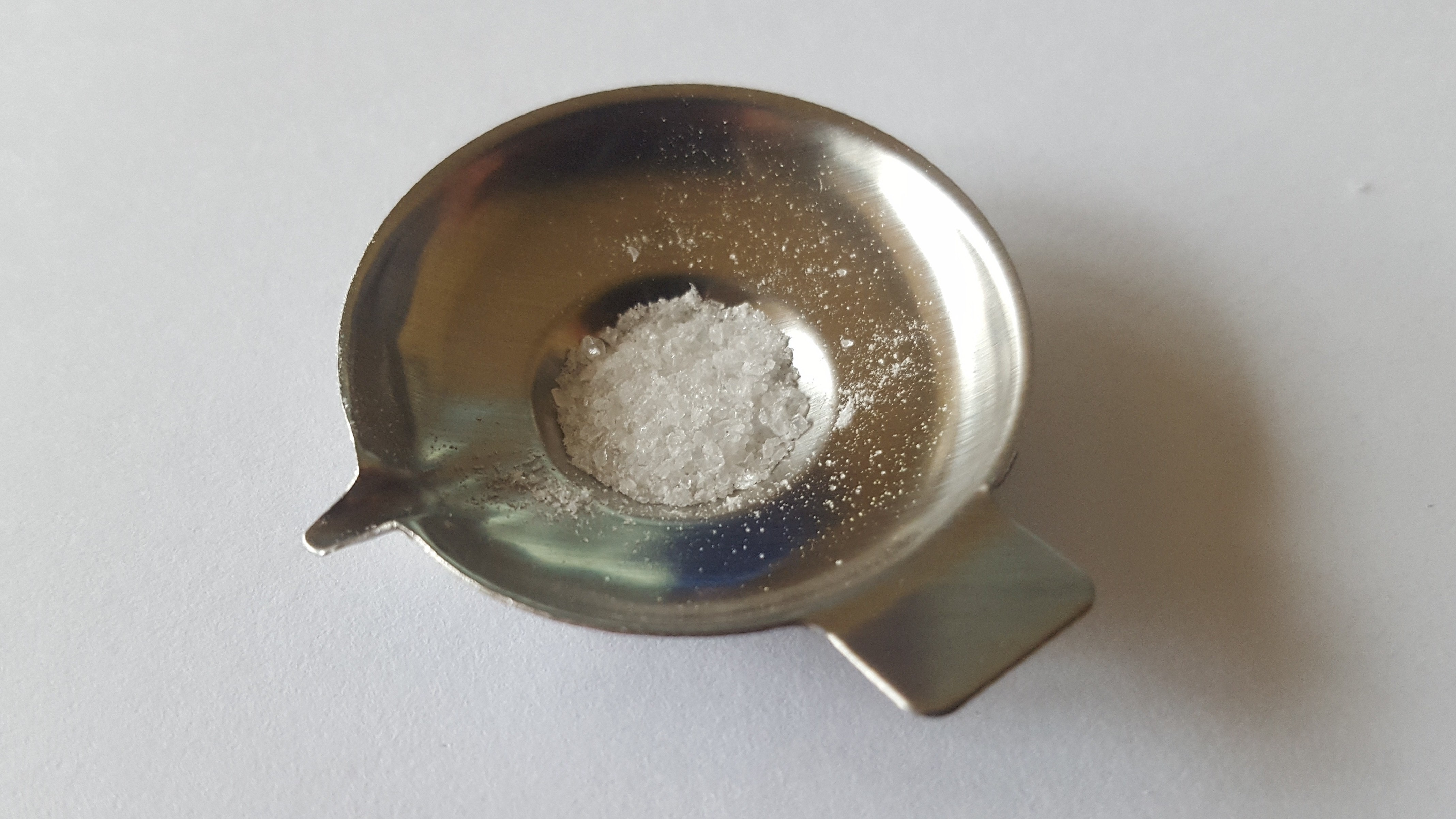
MDA như chuẩn bị cho sử dụng giải trí

### Tên gọi
Khi MDA còn đang được phát triển như một loại dược phẩm nhiều tiềm năng, nó đã được đặt tên theo danh pháp quốc tế phi thương mại (INN) là tenamfetamine.

### Tình trạng pháp lý

#### Châu Úc
MDA là một trong 9 chất bị cấm theo Tiêu chuẩn Poisons. Một chất trong 9 chất được liệt kê là "Các chất có thể bị lạm dụng hoặc sử dụng sai mục đích, việc sản xuất, sở hữu, bán hoặc sử dụng phải bị cấm theo luật trừ khi được yêu cầu cho nghiên cứu y học hoặc khoa học, hoặc cho mục đích phân tích, giảng dạy hoặc đào tạo sự chấp thuận của Cơ quan Y tế Liên bang và/hoặc Tiểu bang hoặc Lãnh thổ." 

#### Hoa Kỳ
MDA là một chất được kiểm soát theo lịch trình ở Mỹ.

## Nghiên cứu
Năm 2010, khả năng MDA gợi ra những trải nghiệm thần bí và thay đổi tầm nhìn ở những tình nguyện viên khỏe mạnh đã được nghiên cứu.